# یواس‌اس دپداپ (وای‌اف‌بی-۶۸۴)
یواس‌اس دپداپ (وای‌اف‌بی-۶۸۴) (به انگلیسی: USS Dapdap (YFB-684)) یک کشتی بود که طول آن ۷۱ فوت (۲۲ متر) بود.